# Klein kruiskruid
Klein kruiskruid (Senecio vulgaris) is een kruidachtige, eenjarige plant die maximaal een halve meter hoog wordt, maar meestal veel kleiner blijft, zo rond de één of twee decimeter.

## Botanische beschrijving
De bladeren zijn vrij vlezig, langwerpig en meestal vrij diep (ongeveer tot de helft) ingesneden met korte slippen. De bladeren aan de bloemstengel zijn zittend. Meestal zijn de bladeren kaal, maar van sommige planten kunnen bepaalde bladeren ook spinnenwebachtig behaard zijn. Klierharen ontbreken en de bladeren geuren bij kneuzing niet zoals bij boskruiskruid (Senecio sylvaticus).
De bloemhoofdjes zijn hoog en niet zo breed. Het omwindsel is meer dan tweemaal zo hoog als breed. De buitenste omwindselblaadjes hebben gewoonlijk zwarte topjes. Doorgaans hebben de hoofdjes alleen gele buisbloemen. Sommige exemplaren hebben ook een paar straalbloemen, deze worden tot de ondersoort Senecio vulgaris subsp. hybernicus gerekend.
De plant is overal op ruderaal terrein (ruigten) te vinden. Vanwege zijn hardnekkigheid wordt hij wel als een onkruid beschouwd.

## Voortplanting en verspreiding
Als onkruid is het een plaag voor menig tuinbezitter, doordat de plant het hele jaar door bloeit - bijgaande middelste foto's zijn in februari genomen, de andere eind april - en de plant door zelfbestuiving geen insecten nodig heeft.
Klein kruiskruid brengt in een jaar verschillende generaties voort. De zaden kiemen in het voorjaar wanneer de temperatuur boven de 10 °C komt. In andere jaargetijden kiemen veel zaden wanneer het na een warme periode weer gaat regenen. Ook kiemen zaden vaak na een grondbewerking. Omdat het in voedselrijke omstandigheden snel groeit kan het zaden hebben gevormd voordat de volgende grondbewerking (zoals herhaaldelijk schoffelen) komt.
De bloemen vormen snel rijpe vruchtjes, die dankzij het vruchtpluis door de wind ver verspreid kunnen worden. Het is van oorsprong een Europese soort, maar als cultuurvolger komt hij nu in streken met een gematigd klimaat wereldwijd voor. Zo is het vanuit Eurazië in Noord-Amerika geïntroduceerd en komt daar in alle landen en deelstaten voor (behalve Puerto Rico en de Maagdeneilanden).
Klein kruiskruid blijkt zich goed te kunnen aanpassen aan bepaalde specifieke milieus. Langs autowegen zijn exemplaren gevonden die genetische aanpassingen hebben om te overleven in omstandigheden met hoge concentraties aan keukenzout (pekel) en lood (uit benzine).

## Gebruik
Vroeger werd de plant als geneeskrachtig gewaardeerd. Alle delen van de plant bevatten verschillende alkaloïden.
Vanwege zijn naam werden aan het kruid vroeger allerlei beschermende krachten toegeschreven. Zo werd het gebruikt als afweerkruid tegen heksen en werd het in de wieg gelegd om de baby te beschermen.

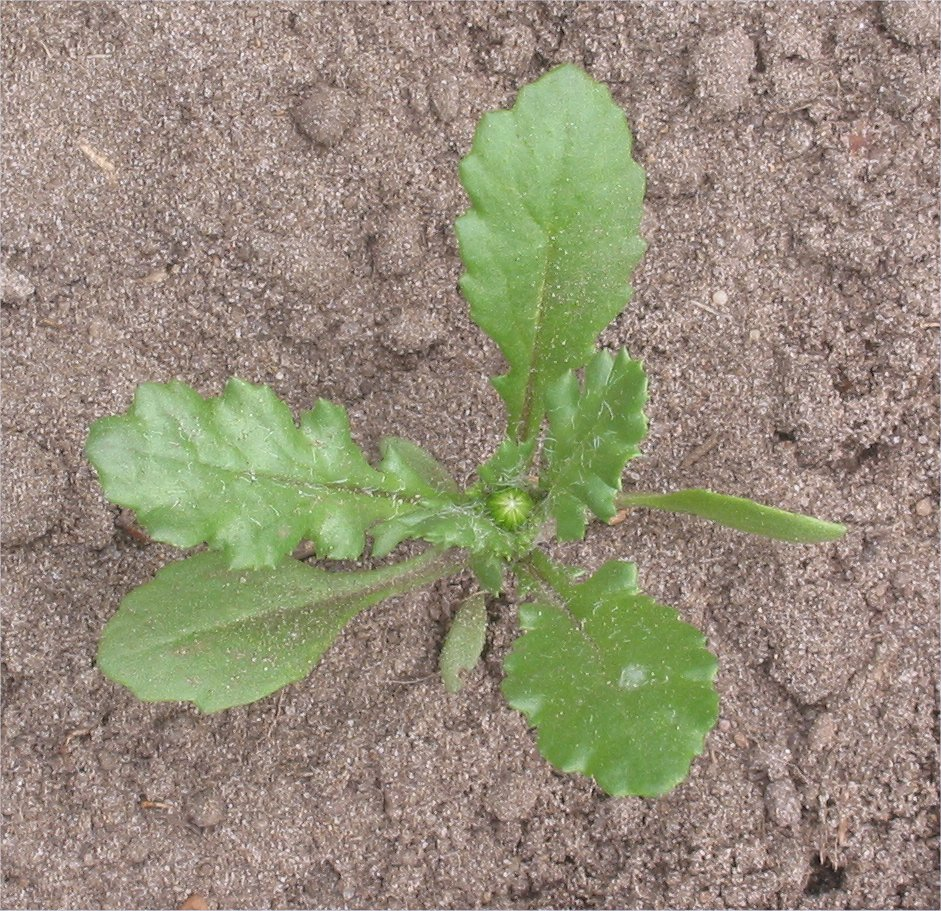
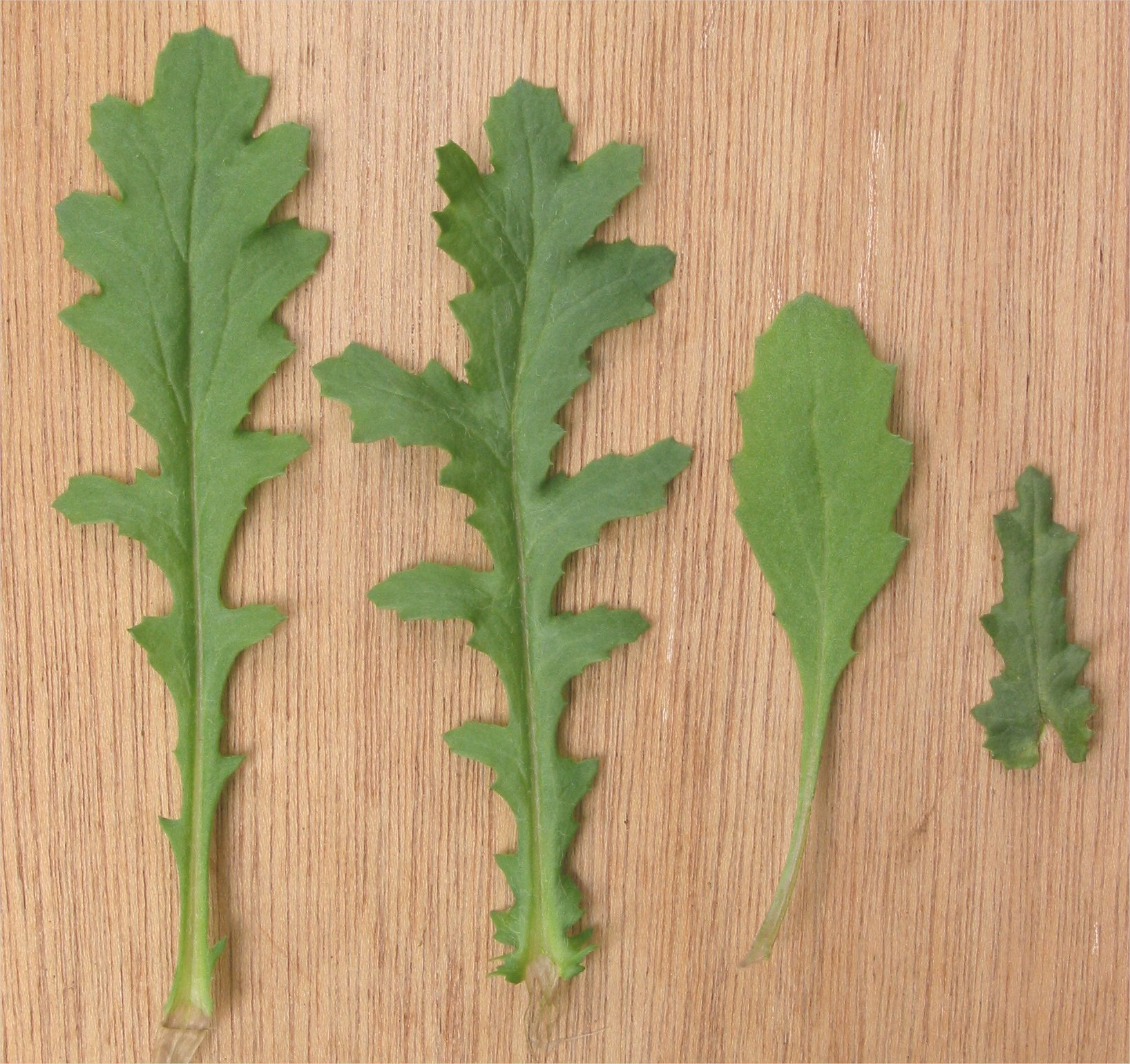
Meest rechts: blad van bloeistengel met daarnaast een van de eerste bladeren van de plant